# Âge d'or de la science-fiction

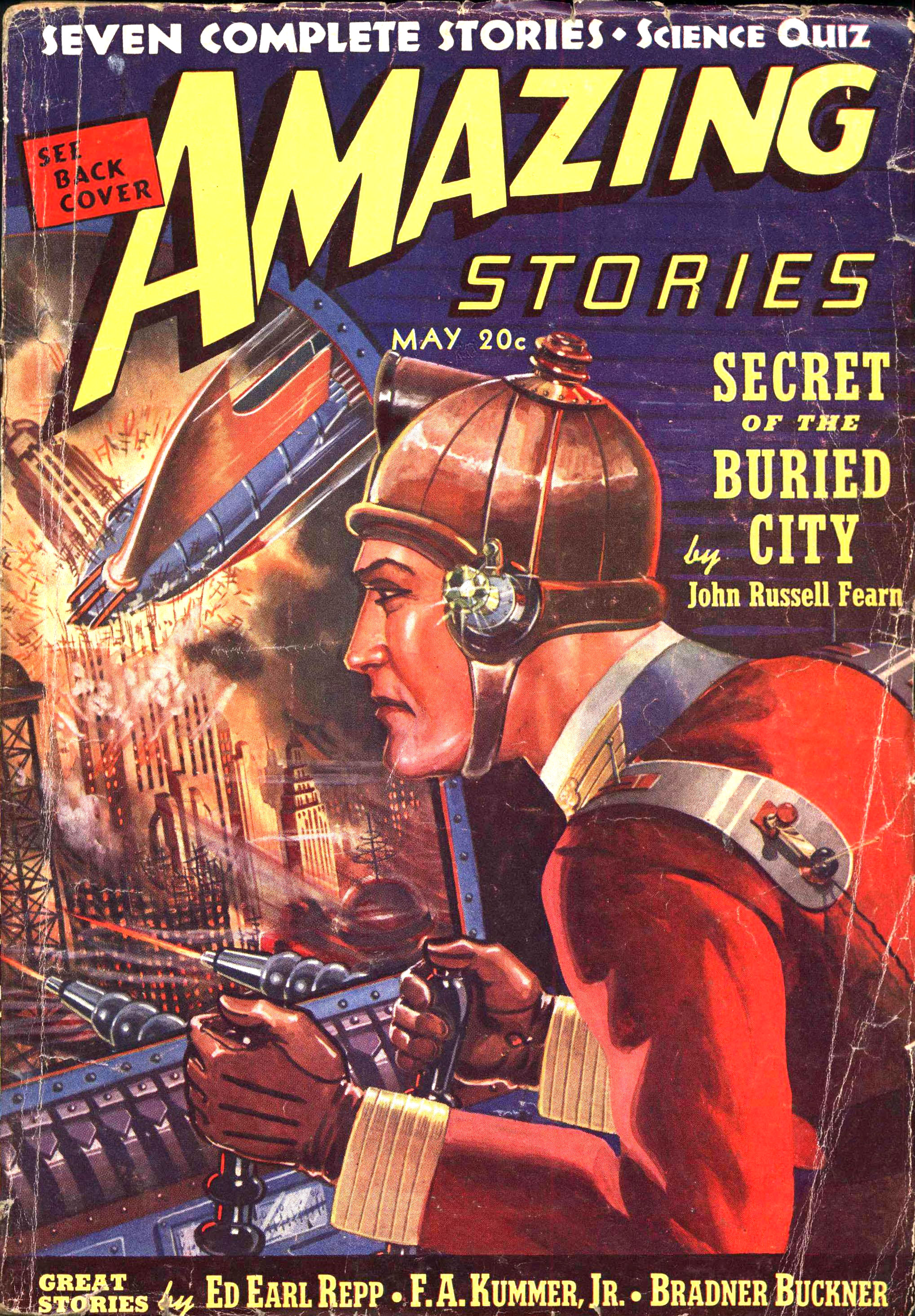
Couverture du magazine Amazing Stories, mai 1939.

L’âge d'or de la science-fiction est la traduction en français de l'expression anglophone Golden Age of Science Fiction évoquant une période durant laquelle le domaine littéraire de la science-fiction a connu, essentiellement aux États-Unis, des spécificités qui ont été reconnues ultérieurement comme formant un bloc cohérent. Cet « âge d'or » a duré une vingtaine d'années environ, de la fin des années 1930 à la fin des années 1950. La période de l'âge d'or est suivie, durant les années 1960 et 1970, de ce que l'on a appelé la « science-fiction New wave », qui est souvent caractérisée par une expression expérimentale, à la fois dans la forme et le contenu, et montrant une sensibilité plus « littéraire » ou « artistique » que « scientifique ».

## Caractéristiques

### Récits
Les récits de science-fiction de l'âge d'or ont une trame linéaire, avec un début, un milieu, une fin. Les héros tentent de résoudre des problèmes inattendus et n'y parviennent pas toujours.

### Thèmes abordés
Les thèmes abordés sont en lien avec la Seconde Guerre mondiale que l'on sent poindre à l'horizon (années 1935-1939), que l'on vit (1939-1945), et qui est suivie des débuts de la guerre froide (1947-1950) puis de la guerre de Corée (1950-1953). L'être humain est face à lui-même et à ses inventions, en particulier la bombe atomique et plus globalement l'énergie nucléaire. L'âge d'or met en scène de nouvelles technologies, ce qui entraîne l'apparition du genre appelé « hard science-fiction ». Parmi ces nouvelles technologies figurent notamment les machines à voyager dans le temps et les vaisseaux interstellaires.
Les thèmes abordés sont ainsi en lien avec la colonisation de l’espace et la rencontre de civilisations extraterrestres, alors même que cette colonisation de l'espace n'existe pas encore : la sonde Spoutnik n'est envoyée en orbite qu'en 1957, au moment où l'âge d'or entame le début de sa fin.

### Auteurs
De nombreux auteurs ont connu une gloire durable durant cette période ; on peut notamment citer (par ordre alphabétique) :
- Poul Anderson
- Isaac Asimov
- Alfred Bester
- James Blish
- Nelson S. Bond
- Leigh Brackett
- Ray Bradbury
- Fredric Brown
- A. Bertram Chandler
- John Christopher
- Arthur C. Clarke
- Hal Clement
- Lyon Sprague de Camp
- Lester del Rey
- Philip K. Dick
- Robert A. Heinlein
- L. Ron Hubbard
- Alexandre Kazantsev
- Cyril M. Kornbluth
- Henry Kuttner
- Fritz Leiber
- Walter M. Miller
- C. L. Moore
- Chad Oliver
- Frederik Pohl
- Ross Rocklynne
- Eric Frank Russell
- Clifford D. Simak
- E. E. Smith
- Theodore Sturgeon
- William Tenn
- A. E. van Vogt
- Jack Vance
- John Wyndham
- Philip José Farmer
- Edmond Hamilton

## Dans la littérature
- Une anthologie intitulée 1938-1957, l'âge d'or, composée par Jacques Sadoul et parue en 2000, propose onze nouvelles représentatives de cet âge d'or[1].